# コンノケンイチ
今野 健一（こんの けんいち、1936年〈昭和11年〉9月24日 - 2014年〈平成26年〉4月6日）は、日本のUFO研究家、サイエンスライター。
東京都出身。相対性理論やホーキング宇宙論といった現代物理学を”否定”し、独自の理論を提唱していた。その執筆活動は、UFO・宇宙人や陰謀論、スピリチュアルなど、手掛けたジャンルは幅広い。メディアへの登場では、『ビートたけしの禁断の大暴露!!超常現象(秘)Xファイル』に何度も出演していた。
　

## 著書
（ほぼ全て「コンノケンイチ」名義）
- 「月は神々の前哨基地だった これがUFOと異星文明のナマの映像だ！！」 たま出版 1987年5月 ISBN 9784884811693
- 「ケネディ暗殺とUFO 極秘文書のクーパー証言書全文収録」たま出版 1989年11月 ISBN 9784884812102
- 「UFOと陰の政府 世界支配への宇宙的陰謀」たま出版 1990年5月 ISBN 9784884812140
- 「UFOはこうして飛んでいる！ UFO衝撃の未来図」徳間書店 1990年11月 ISBN 9784195043967
- 「ホーキング宇宙論の大ウソ これが無限宇宙の素顔だ！」徳間書店 1991年8月 ISBN 9784195546321
- 「月はUFOの発進基地だった！ NASA極秘フィルムが証明する」徳間書店 1992年4月 ISBN 9784195048504
- 「月のUFOとファティマ第3の秘密 NASA極秘写真が明かす」徳間書店 1993年2月 ISBN 9784195051146
- 「ビッグバン理論は間違っていた よくわかる宇宙論の迷走と過ち」徳間書店 1993年12月 ISBN 9784198500399
- 「アポロ宇宙飛行士が撮ったUFO 異星文明との遭遇」徳間書店 1994年10月 ISBN 9784198601843
- 「宇宙人第0の遭遇 ベンダー・コンタクトの全貌」徳間書店 1995年4月 ISBN 9784198602802
- 「死後の世界を突きとめた量子力学 超ミクロの空間は〈意志〉に満ちた〈霊界の宇宙〉だった 徳間書店 1996年6月 ISBN 9784198605186
- 「魔女狩りTV番組の真相 マジシャンによる透視少女つぶしのやり口」たま出版 1996年8月 ISBN 9784884818289
- 「ユングは知っていた UFO・宇宙人・シンクロニシティの真相」徳間書店 1998年10月 ISBN 9784198609276
- 「イエス・キリストの大予言 人類に遺された神の究極のシナリオ」ベストセラーズ 1999年8月 ISBN 9784584185117
- 「般若心経は知っていた 先端科学の死角」徳間書店 2000年8月 ISBN 9784198612306
- 「UFOと悪魔の世界政府666」学習研究社 2002年8月 ISBN 9784054016903
- 「NASAアポロ計画の巨大真相 月はすでにE.T.の基地である」徳間書店 2002年12月 ISBN 9784198616205
- 「世界はここまで騙された」徳間書店 2003年11月 ISBN 9784198617653
- 「UFOと反重力逆説の宇宙論」学習研究社 2003年11月 ISBN 9784054022461
- 「NASAも隠しきれない異星文明の巨大証拠群 超映像ベスト集成」(伊達巌との共著) 徳間書店 2003年12月 ISBN 9784198617844
- 「UFOとアポロ疑惑月面異星人基地の謎 宇宙飛行士が遭遇したエイリアンの衝撃映像」学習研究社 2004年11月 ISBN 9784054026056
- 「前世と生まれ変わりの超真相 この世は特殊な霊界である」徳間書店 2005年3月 ISBN 9784198619954
- 「般若心経の宇宙論 観音菩薩の言葉を最先端科学が証明する！！」学習研究社 2006年11月 ISBN 9784054032422
- 「フォトンベルトとファティマ大預言」学習研究社 2007年10月 ISBN 4054035477
- 「宇宙論の超トリック暗黒物質（ダークマター）の正体」 ヒカルランド 2010年9月 ISBN 9784905027058